# New York State Office of Parks, Recreation and Historic Preservation
Das New York State Office of Parks, Recreation and Historic Preservation (NYS OPRHP) ist eine New Yorker Landesbehörde, die in den staatlich verwalteten State Parks drei Hauptaufgaben besitzt. Diese sind:
- Wissenschaftliche Empfehlungen für den Schutz und die Erhaltung der natürlichen Lebensgrundlagen von Flora und Fauna und Erhaltung der staatlichen historischen Stätten;
- die Ordnungsmäßigkeit und Einhaltung der gesetzlich geregelten Naturschutzgesetze und -verordnungen;
- die Umweltgesundheit der natürlichen Ressourcen (zum Beispiel Wasser) nach strengen Normen aufrechtzuerhalten.[3]

## Verwaltung
Das New York State Office of Parks, Recreation and Historic Preservation beschäftigt etwa 2.275 ständige Mitarbeiter sowie etwa 5.000 Saisonkräfte und verfügt über ein Budget von etwa 380 Millionen US-Dollar pro Jahr. Damit verwaltet das NYS OPRHP folgende Areale (Stand 2008):
- 18 Besucherparks
- 27 Yachthäfen
- 28 Golfplätze
- 35 staatliche historische Stätten
- 39 kommerziell betriebene Ferienhütten
- 53 Naherholungsgebiete an Flüssen und Seen
- 76 angelegte Strände
- 168 State Parks
- 817 Wochenendhütten
- 2160 Kilometer Wanderwege, 604 Brücken und hunderte Kilometer Straße
- 5.000 Gebäude
- 8.355 Campingplätze

Im Vergleich zu ähnlichen Behörden in den Vereinigten Staaten ist das NYS OPRHP führend, was die Anzahl der Areale sowie die Anzahl der Campingplätze betrifft. Bei der Größe der zu verwaltenden Gebiete liegt es auf Platz fünf und bei der jährlichen Besucherzahl auf Platz drei. Zahlreiche Veranstaltungen werden vom New York State Office of Parks, Recreation and Historic Preservation organisiert und durchgeführt. So fand zum Beispiel auf dem vom NYS OPRHP verwalteten Bethpage Black Course ein U.S. Open-Golfturnier statt.